# Реионизация
Реиониза́ция (эпоха реионизации, повторная ионизация, вторичная ионизация водорода) — период истории Вселенной (эпоха) между 550 млн лет и 800 млн лет после Большого Взрыва (примерно, красное смещение от {\displaystyle z=15} до {\displaystyle z=6.4}). Реионизации предшествуют Тёмные века, а после неё наступает текущая эра вещества. В эту эпоху образуются первые звёзды (звёзды популяции III), галактики, квазары, светом которых происходит реионизация водорода. Формируются скопления и сверхскопления галактик. Скорость реионизации зависела от темпов формирования объектов во Вселенной. За счёт гравитационного притяжения вещество во Вселенной начинает распределяться по обособленным скоплениям («кластерам»). По всей видимости, первыми плотными объектами в тёмной Вселенной были квазары. Затем начали образовываться ранние формы галактик и газопылевых туманностей. Начинают образовываться первые звёзды, в которых происходит синтез элементов тяжелее гелия. В астрофизике любые элементы тяжелее гелия принято называть «металлами» (см. металличность).

### Звездообразование

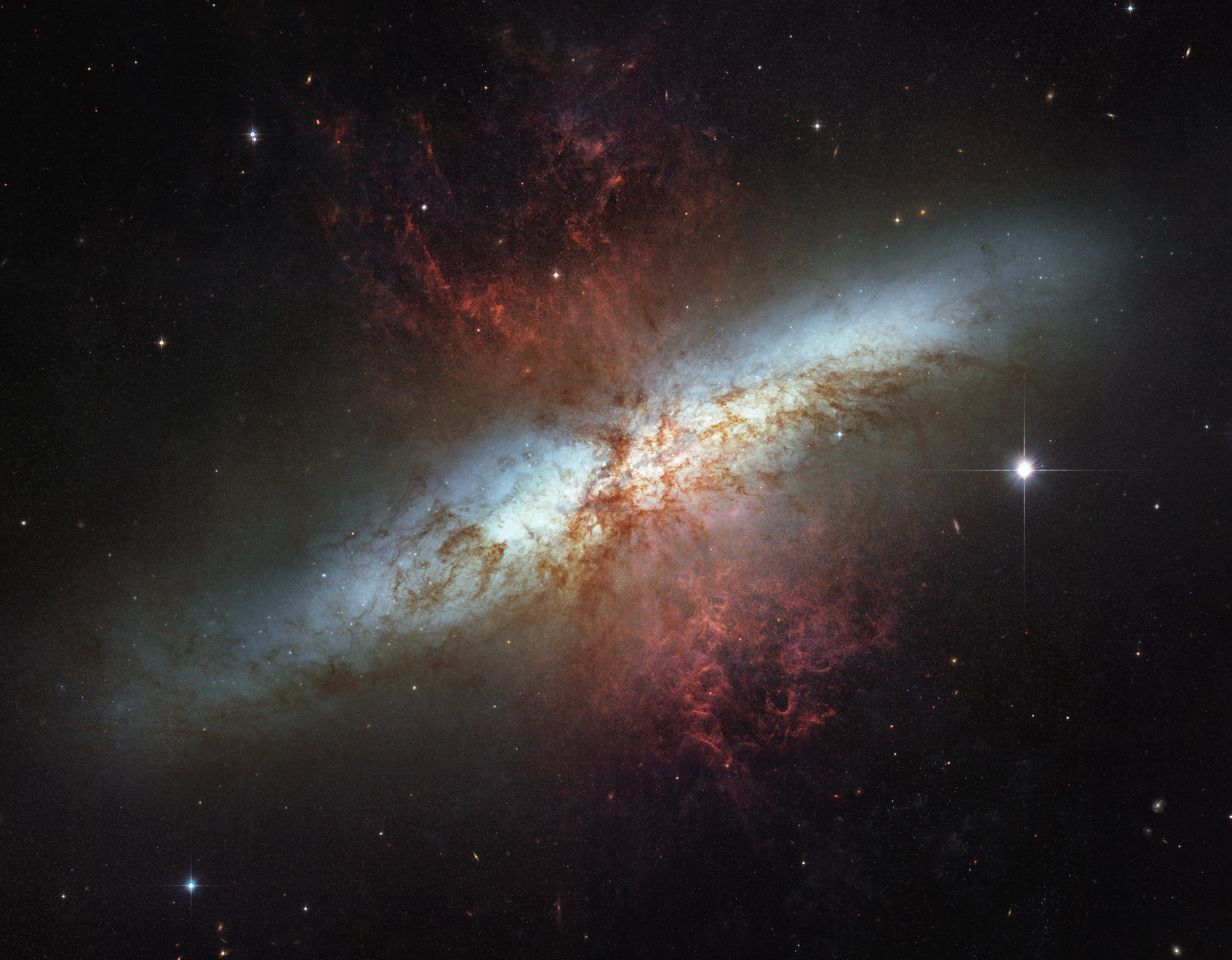
M82, галактика с активным звездообразованием

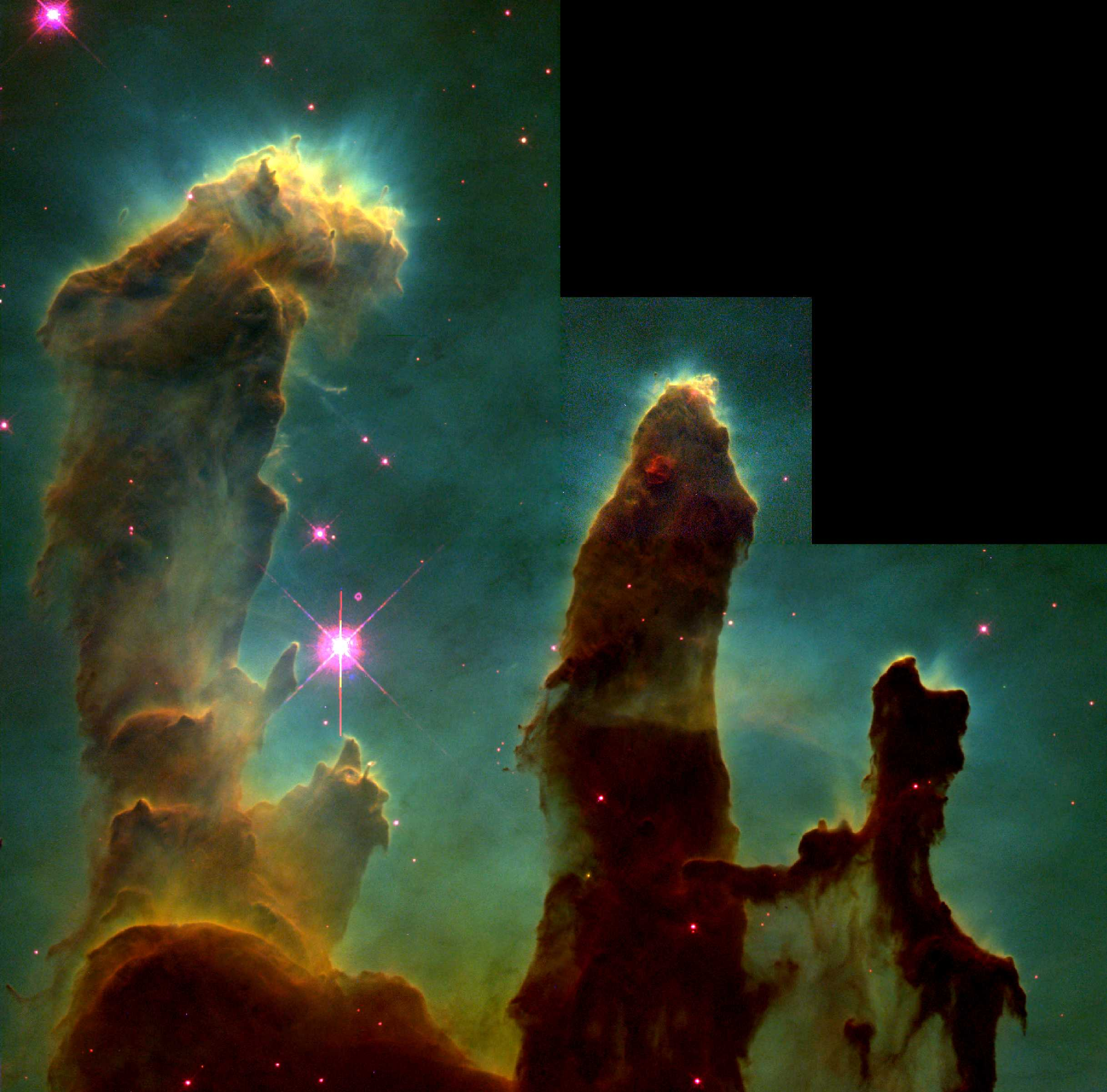
«Столпы Творения» — один из самых известных снимков, полученных телескопом Хаббл. Рождение новых звёзд в Туманности Орёл.

Звездообразование — астрофизический термин, обозначающий крупномасштабный процесс в галактике, при котором массово начинают формироваться звезды из межзвездного газа. Спиральные ветви, общая структура галактики, звёздное население, светимость и химический состав межзвёздной среды — все это результат данного процесса.
Размер области, охваченной звездообразованием, как правило, не превышает 100 пк. Однако встречаются комплексы со вспышкой звездообразования, называемые сверхассоциациями, размерами сопоставимые с неправильной галактикой.
В нашей и нескольких ближайших галактиках возможно непосредственное наблюдение процесса. В таком случае признаками происходящего звездообразования являются:
1. наличие звёзд спектральных классов O-B-A и связанных с ними объектов (области HII, вспышки новых и сверхновых звёзд);
2. инфракрасное излучение, как от нагретой пыли, так и от самих молодых звёзд;
3. радиоизлучение газопылевых дисков вокруг формирующихся и новорождённых звёзд;
4. доплеровское расщепление молекулярных линий во вращающемся диске вокруг звёзд;
5. доплеровское расщепление молекулярных линий тонких быстрых струй (джетов), вырывающихся из этих дисков (с их полюсов) со скоростью примерно 100 км/с;
6. наличие ассоциаций, скоплений и звёздных комплексов с массивными звёздами (массивные звёзды почти всегда рождаются большими группами);
7. наличие глобул.

С увеличением расстояния уменьшается и видимый угловой размер объекта, и, начиная с некоторого момента, разглядеть отдельные объекты внутри галактики не представляется возможным. Тогда критериями протекающего в далёких галактиках звездообразования служат:
1. высокая светимость в эмиссионных линиях, в частности, в Hα;
2. повышенная мощность в ультрафиолетовой и голубой части спектра, за которую непосредственно отвечает излучение массивных звёзд;
3. повышенное излучение на длинах волн вблизи 8 мкм (ИК диапазон);
4. повышенная мощность теплового и синхротронного излучения в радиодиапазоне;
5. повышенная мощность рентгеновского излучения, связанная с горячим газом.

В общем виде процесс звездообразования можно разделить на несколько этапов: формирование крупных газовых комплексов (с массой 107 Мʘ), появление в них гравитационно связанных молекулярных облаков, гравитационное сжатие наиболее плотных их частей до возникновения звёзд, нагрев газа излучением молодых звёзд и вспышки новых и сверхновых, уход газа.
Чаще всего области звездообразования можно найти:
- в ядрах крупных галактик,
- на концах спиральных рукавов,
- на периферии неправильных галактик,
- в наиболее яркой части карликовой галактики.

Звездообразование является саморегулирующимся процессом: после формирования массивных звёзд и их короткой жизни происходит ряд мощных вспышек, уплотняющих и нагревающих газ. С одной стороны, уплотнение приводит к ускорению сжатия сравнительно густых облачков внутри комплекса, но с другой стороны нагретый газ начинает покидать область звездообразования, и чем больше его нагревают, тем быстрее он уходит.
Наиболее массивные звёзды живут сравнительно недолго — несколько миллионов лет. Факт существования таких звёзд означает, что процессы звёздообразования не завершились миллиарды лет назад, а имеют место и в настоящую эпоху.
Звёзды, масса которых многократно превышает массу Солнца, большую часть жизни обладают огромными размерами, высокой светимостью и температурой. Из-за высокой температуры они имеют голубоватый цвет, и поэтому их называют голубыми сверхгигантами. Такие звёзды, нагревая окружающий межзвёздный газ, приводят к образованию газовых туманностей. За свою сравнительно короткую жизнь массивные звезды не успевают сместиться на значительное расстояние от места своего возникновения, поэтому светлые газовые туманности и голубые сверхгиганты могут рассматриваться в качестве индикаторов тех областей Галактики, где недавно происходило или происходит и сейчас образование звезд.
Молодые звёзды распределены в пространстве неслучайным образом. Существуют обширные области, где они совсем не наблюдаются, и районы, где их сравнительно много. Больше всего голубых сверхгигантов наблюдается в области Млечного Пути, то есть вблизи плоскости Галактики, там, где концентрация газопылевого межзвёздного вещества особенно высока.
Но и вблизи плоскости Галактики молодые звёзды распределены неравномерно. Они почти никогда не встречаются поодиночке. Чаще всего эти звезды образуют рассеянные скопления и более разреженные звёздные группировки больших размеров, названные звёздными ассоциациями, которые насчитывают десятки, а иногда и сотни голубых сверхгигантов. Самые молодые из звёздных скоплений и ассоциаций имеют возраст менее 10 млн лет. Почти во всех случаях эти молодые образования наблюдаются в областях повышенной плотности межзвёздного газа. Это указывает на то, что процесс звёздообразования связан с межзвёздным газом.
Примером области звёздообразования является гигантский газовый комплекс в созвездии Ориона. Он занимает на небе практически всю площадь этого созвездия и включает в себя большую массу нейтрального и молекулярного газа, пыли и целый ряд светлых газовых туманностей. Образование звёзд в нём продолжается и в настоящее время.

##### Основные сведения
Для начала процесса образования звезд из межзвездных газопылевых туманностей в галактиках требуется наличие вещества в космосе, которое находится в состоянии гравитационной неустойчивости по тем или иным причинам. Например, триггером могут служить близкие от облака взрывы сверхновых типов Ib\c и II, близость к массивным звездам с интенсивным излучением и наличие внешних магнитных полей, таких, как магнитное поле Млечного Пути. В основном процесс звездообразования происходит в облаках ионизированного водорода или областях H II. В зависимости от типа галактики, интенсивное образование звезд происходит либо в случайно распределенных областях, либо в областях, упорядоченных в спиральные структуры галактик. Звездообразование носит характер «локальных вспышек». Время «вспышки» непродолжительно, порядка нескольких миллионов лет, масштаб — до сотен парсек.
Состав областей межзвездного газа, из которых произошло формирование звезд, определяет их химический состав, что позволяет произвести датировку формирования конкретной звезды или отнести её к определённому типу звездных населений. Более старые звезды формировались в областях, в которых практически не было тяжелых элементов и, соответственно, лишены этих элементов в своих атмосферах, что определяется на основании спектральных наблюдений. Кроме спектральных характеристик, первоначальный химический состав звезды оказывает влияние на её дальнейшую эволюцию и, например, на температуру и цвет фотосферы.
По количеству звезд того или иного населения определяется скорость звездообразования в определённой области на протяжении продолжительного времени. Суммарную массу возникающих звёзд в один год называют темпом звездообразования (SFR, Star Formation Rate).
Процесс звездообразования является одним из основных предметов изучения дисциплины астрофизика. С точки зрения эволюции Вселенной является важным знание истории темпа звездообразования. По современным данным в Млечном Пути сейчас преимущественно образуются звезды с массами 1 — 10 M☉.

##### Основные процессы
Базовые процессы звездообразования включают в себя возникновение гравитационной неустойчивости в облаке, формирование аккреционного диска и начало термоядерных реакций в звезде. Последнее также иногда называется рождением звезды. Начало термоядерных реакций, как правило, останавливает рост массы формирующегося небесного тела и способствует образованию новых звезд в её окрестности (см., например, Плеяды, Гелиосфера).

##### Формирование звёзд
В отличие от термина Звездообразование, термин Формирование звёзд относится к физическому процессу образования конкретных звёзд из газопылевых туманностей.

### Возникновение и эволюция галактик
Возникновение галактик — появление крупных гравитационно-связанных скоплений материи, имевшее место в далёком прошлом Вселенной. Началось с конденсации нейтрального газа, начиная с окончания тёмных Веков. На данный момент удовлетворительной теории возникновения и эволюции галактик не существует. Есть несколько конкурирующих теорий, объясняющих это явление, но каждая имеет свои серьёзные проблемы.

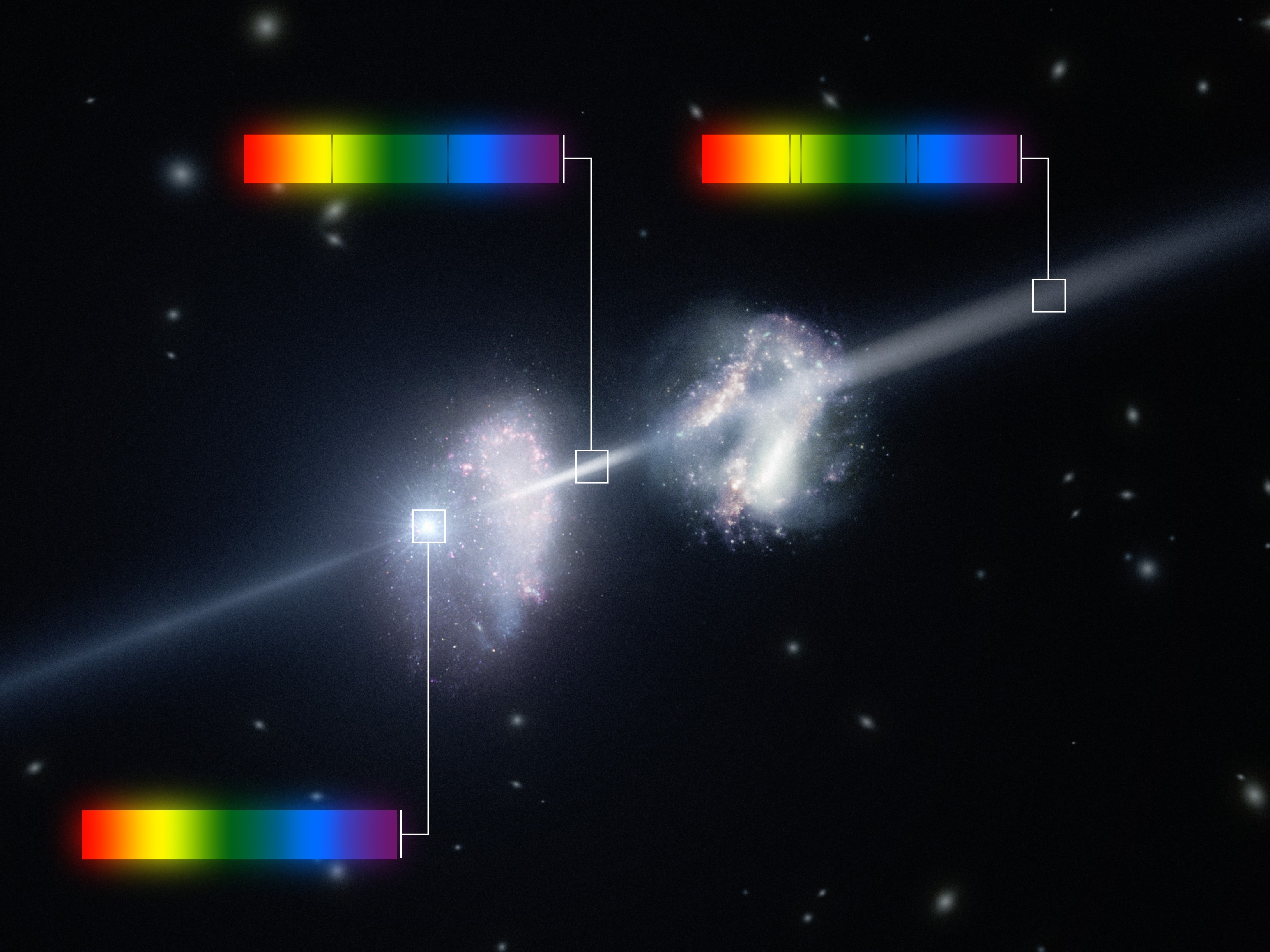
Художественное представление наблюдения галактик ранней Вселенной.

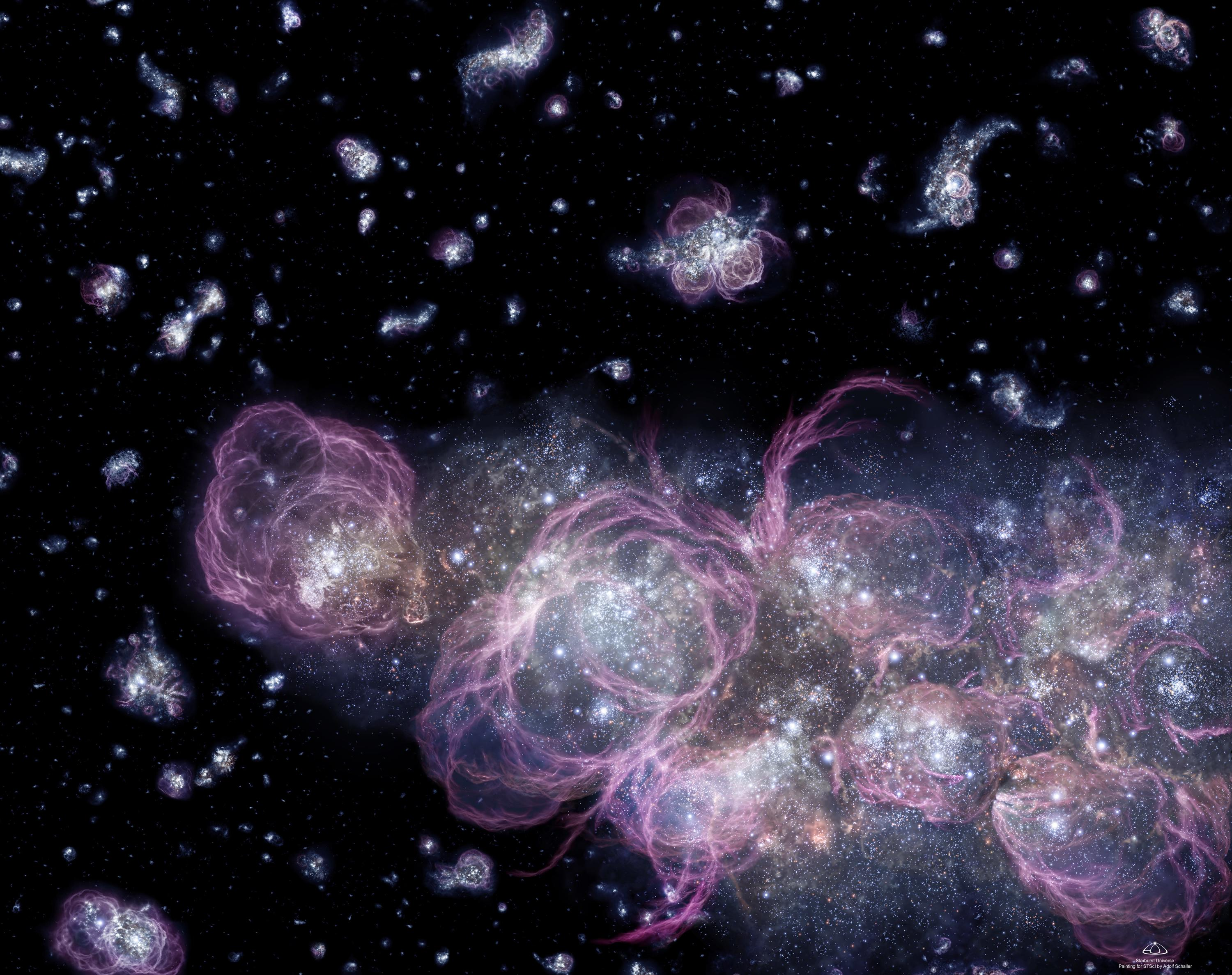
Образование и коллапс протогалактических облаков в представлении художника.

Как показывают данные по реликтовому фону, в момент отделения излучения от вещества Вселенная была фактически однородна, флуктуации вещества были крайне малыми, и это представляет собой значительную проблему. Вторая проблема — ячеистая структура сверхскоплений галактик и одновременно сфероподобная — у скоплений меньших размеров. Любая теория, пытающаяся объяснить происхождение крупномасштабной структуры Вселенной, в обязательном порядке должна решить эти две проблемы (а также верно смоделировать морфологию галактик).
Современная теория формирования крупномасштабной структуры, как впрочем и отдельных галактик, носит названия «иерархическая теория». Суть теории сводится к следующему: вначале галактики были небольшие по размеру (примерно как Магелланово облако), но со временем они сливаются, образуя все большие галактики.
В последнее время верность теории поставлена под вопрос и не в малой степени этому способствовал downsizing. Однако в теоретических исследованиях эта теория является доминирующей. Наиболее яркий пример подобного изыскания — Millennium simulation (Millennium run).

#### Иерархическая теория
Согласно первой, после возникновения первых звёзд во Вселенной начался процесс гравитационного объединения звёзд в скопления и далее в галактики. В последнее время эта теория поставлена под сомнение. Современные телескопы способны «заглянуть» так далеко, что видят объекты, существовавшие приблизительно через 400 тыс. лет после Большого взрыва. Обнаружилось, что на тот момент уже существовали сформировавшиеся галактики. Предполагается, что между возникновением первых звёзд и вышеуказанным периодом развития Вселенной прошло слишком мало времени, и галактики сформироваться не успели бы.

##### Общие положения
Любая теория, так или иначе, предполагает, что все современные образования, начиная от звезд и заканчивая сверхскоплениями, образовались в результате коллапса первоначальных возмущений. Классическим случаем является неустойчивость Джинса, в которой рассматривается идеальная жидкость, которая создаёт гравитационный потенциал в соответствии с законом тяготения Ньютона. В этом случае из уравнений гидродинамики и потенциала получается, что размер возмущения, при котором начинается коллапс, составляет:
{\displaystyle \lambda _{J}={\sqrt {\frac {u_{s}^{2}\pi }{G\rho }}},}
где us — скорость звука в среде, G — гравитационная постоянная, а ρ — плотность невозмущенной среды. Подобное рассмотрение можно провести и на фоне расширяющей Вселенной. Из-за удобства в этом случае рассматривают величину относительной флуктуации {\displaystyle \delta ={\frac {\delta \rho }{\rho }}.} Тогда классические уравнения примут следующий вид:
{\displaystyle \vartriangle \Phi =4\pi G\rho \delta ,}
{\displaystyle {\frac {\partial \delta }{\partial t}}+Hx\triangledown \delta +\triangledown v=0,}
{\displaystyle {\frac {\partial v}{\partial t}}+Hv+H(x\triangledown )v=-v_{s}^{2}\triangledown \delta -\triangledown \Phi .}
У этой системы уравнений есть только одно решение, которое возрастает со временем. Это уравнение продольных колебаний плотности:
{\displaystyle {\frac {\partial ^{2}\delta }{\partial ^{2}t}}+2H{\frac {\partial \delta }{\partial t}}+\left({\frac {k^{2}}{a^{2}}}v_{s}^{2}-4\pi G\rho \right)\delta =0.}
Из него, в частности, следует, что нестабильными являются флуктуации точно такого же размера, что и в статическом случае. А растут возмущения линейным образом или слабее, в зависимости от эволюции параметра Хаббла и плотности энергии.
Модель Джинса адекватно описывает коллапс возмущений в нерелятивистской среде, если их размер гораздо меньше текущего горизонта событий (в том числе и для тёмной материи во время радиационно-доминированной стадии). Для противоположных случаев необходимо рассматривать точные релятивистские уравнения. Тензор энергии-импульса идеальной жидкости с учётом малых возмущений плотности
{\displaystyle T_{\nu }^{\mu }=(\rho +\delta \rho +p+\delta p)u^{\mu }u_{\nu }-\delta _{\nu }^{\mu }(p+\delta p)}
ковариантно сохраняется, из чего следуют уравнения гидродинамики, обобщённые для релятивистского случая. Вместе с уравнениями ОТО они представляют исходную систему уравнений, определяющих эволюцию флуктуаций в космологии на фоне решения Фридмана.

#### Инфляционная теория
Другая распространённая версия заключается в следующем. Как известно, в вакууме постоянно происходят квантовые флуктуации. Происходили они и в самом начале существования Вселенной, когда шёл процесс инфляционного расширения Вселенной, расширения со сверхсветовой скоростью. Это значит, что расширялись и сами квантовые флуктуации, причём до размеров, возможно, в 101012 раз превышающих начальный. Те из них, которые существовали в момент прекращения инфляции, остались «раздутыми» и таким образом оказались первыми тяготеющими неоднородностями во Вселенной. Получается, что у материи было порядка 400 тыс. лет на гравитационное сжатие вокруг этих неоднородностей и образование газовых туманностей. А далее начался процесс возникновения звёзд и превращения туманностей в галактики.

#### Протогалактика
Протогалактика («первобытная галактика»; англ. protogalaxy, primeval galaxy): в физической космологии — облако межзвёздного газа на стадии превращения в галактику. Считается, что темпы звездообразования в этот период галактической эволюции определяют спиральную или эллиптическую форму будущей звёздной системы (более медленное формирование звёзд из локальных сгустков межзвёздного газа обычно приводит к возникновению галактики спиральной формы). Термин «протогалактика» используется главным образом при описании ранних фаз развития Вселенной в рамках теории Большого взрыва.

### Изучение
- 11 июля 2007 года Ричард Эллис[англ.] (Калифорнийский технологический институт) на 10-метровом телескопе Keck II обнаружил 6 звёздных скоплений, которые образовались 13,2 миллиардов лет тому назад. Таким образом, они возникли, когда Вселенной было только 500 миллионов лет[15].

- Телескоп «Уэбб» сможет более подробно узнать о том, когда началась реионизация Вселенной и что её вызвало[16].